# Llano Pericón
Llano Pericón är en ort i Mexiko.   Den ligger i kommunen Atlixtac och delstaten Guerrero, i den sydöstra delen av landet, 220 km söder om huvudstaden Mexico City. Llano Pericón ligger 2 063 meter över havet och antalet invånare är 172.
Terrängen runt Llano Pericón är huvudsakligen kuperad, men söderut är den bergig. Terrängen runt Llano Pericón sluttar österut. Runt Llano Pericón är det ganska glesbefolkat, med 40 invånare per kvadratkilometer. Närmaste större samhälle är Xalpatlahuac, 20,0 km öster om Llano Pericón. I omgivningarna runt Llano Pericón växer huvudsakligen savannskog.